# Cratere Hill
Hill è un cratere lunare di 15,86 km situato nella parte nord-orientale della faccia visibile della Luna.